# 明石順三
明石 順三（あかし じゅんぞう、1889年7月1日 - 1965年11月14日）は、日本の宗教家。1927年にワッチタワー（エホバの証人）の日本支部として灯台社を創立した。聖書に基づく信仰から戦争に反対し、1939年に検挙され、治安維持法違反で懲役刑を受けた。第二次世界大戦後の1945年10月に釈放されたが、1947年にエホバの証人のアメリカ合衆国本部を批判してエホバの証人から除名された。

## 生涯

### 生い立ち
1889年7月1日に滋賀県坂田郡息長村（現・米原市）岩脇（いよぎ）で生まれた。順三の生まれた家は彦根藩で代々藩医を務めていて、父の道貞は外科医あるいは漢方医だった。
順三は滋賀県立彦根中学校（後の滋賀県立彦根東高等学校）を2年で中退し、1907年に東京に行きプロテスタント系の神田教会の牧師である島貫兵太夫（しまぬき へいだゆう・ひょうだゆう）が主宰する力行会に入った。力行会は経済的に苦しい若者を支援し、経済的成功を目的として移民することを奨励していた。順三は入会の条件であった洗礼を受けたが、同じころ力行会に入り後にホイットマン研究家になった長沼重隆によると「茶目っ気に富んだ無神論者的日常であったという。」。

### 布教活動
順三は翌年1908年にアメリカ合衆国に渡り、働きながら独学した。1914年にロサンゼルスの日本語新聞のサンディエゴ支社の記者になった。1921年にワッチタワー（エホバの証人）の教義を知り、1924年に新聞記者を辞めて、ワッチタワーの講演伝道者になり、アメリカ合衆国各地で布教活動をした。
灯台社の伝道は再臨信仰の布教である。現在の世界はエホバに反逆した実在する悪魔ルシファーの支配下にあるが、やがて来るべきハルマゲドンの戦いにおいて悪の勢力は殲滅せられ、神の国が到来すると伝える。
1926年にワッチタワー本部の派遣によって日本に帰国し、1927年に日本支部として灯台社を創立した。その後日本各地で布教活動をし、聖書に基づく信仰から戦争に反対した。

### 信仰
灯台社の主張するところによれば、天界は1914年に悪が一掃されて神の国が到来しており、地上もイエス・キリストの統治下に入ることが決定しているという（機関紙「なぐさめ」124号）。全地の支配のためキリストは悪魔の掃討を行うが、その掃討リストには日本も入っているという。なぜなら日本はエホバを信じない悪魔の国であるからであると明石は考えていた。
更に、明石ら灯台社の者たちはカトリックを悪魔の手先と考え、日本は「カトリックの秘密結社であるイエズス会」に牛耳られており、その前はフリーメーソンが日本の上層部を操っていたと考えた。また「満州事変を契機として起こった国内の革新運動は、一重にイエズス会の使嗾に基づく」ものであると明石は主張した。
こうした信仰と陰謀史観のもと、明石らは宮城遥拝や御真影奉拝などの「偶像崇拝」を拒絶し、戦争における殺人なども拒否する姿勢を取った。

### 国家観
『古事記』『日本書紀』の神々を「悪魔の三位一体」と呼ぶ一方で、三種の神器については「八咫鏡の裏にはヘブライ文字が書いてある。其の年代から推してかかる鏡を持ってゐた者は猶太の娼婦であった、かかる娼婦が猶太に対する羅馬の迫害に堪え兼ね極東に流浪し現在の日本を始めたものと思われる」とした。
日本はユダヤ人の一漂流民が建てた国であり、「将来神の前に撃滅せらるべき異邦人の帝国の一つに過ぎざるもの」という国家観を持っていた。
ユダヤ人女性が持っていた鏡と三種の神器の話は、日ユ同祖論を最初に唱えたマクレオドの『日本古代史の縮図』に書かれているもので、その影響を受けたと推察され、ユダヤ人への敵意がうかがえる。

### 検挙
1939年に長男の明石真人（まさと・まひと、1917年 - ）や灯台社の伝道者である村本一生（むらもと かずお、1914年3月27日 - 1985年1月8日）が不敬罪、軍法違反で懲役刑に処され、順三を筆頭に灯台社関係者130人（あるいは「百三十余名」）が検挙された。
明石は第一審・第二回公判で、「全世界は悪魔の世でありますし、又日本はエホバを神とも信じておりませんから悪魔の国です。ために私はこの日本をローマカトリックの影響下にある偽物基督教国にならないで、異邦国から神の国にせんために福音宣伝をして来たのです。」と証言した。拘留中に拷問が加えられたとみられ、第一審で判決が出た22名のうち、信仰を棄てなかったのは明石やその妻ら5名のみで、他の17名は取調中に棄教を申し出た。
順三は治安維持法違反で懲役10年の刑を受けた。妻の静栄は3年6か月の刑を受け、栃木県の女子刑務所で1944年6月8日に死去した。長男の真人は3年の刑を受けたが、獄中で信仰を捨て転向を表明し、1941年11月に仮出所した。順三は獄中で第二次世界大戦の終戦をむかえ、1945年10月に連合国総司令部の軍令によって出獄した。

### 晩年
1947年にアメリカ合衆国のワッチタワー本部を国家権力と妥協していると批判して、順三は本部に除名された。その後、仏典などに関心を広げ、宗教をテーマとする小説や評論を執筆した。1965年11月14日に76歳で死去した。墓は生地である滋賀県坂田郡息長村岩脇にある。

## 著作
- （朝鮮語）『生命[ノ]道』文泰順 訳、灯台社、1935年。
- （朝鮮語）『聖経[ノ]真意義』文泰順 訳、灯台社、1935年。
- （朝鮮語）『千古不変[ノ]唯一[ナル]真理』文泰順 訳、灯台社、1935年。
- （朝鮮語）『禁酒・廃娼運動,富者[と孤児ラザロ]』文泰順 訳、灯台社、1936年。
- 『なぐさめ. 第5輯』明石順三 編、灯台社、1938年。doi:10.11501/1027591。（全81コマ。56コマからは『黄金時代』）
- 『富』灯台社、1938年。doi:10.11501/1086523。
- 『贖價』灯台社、1939年。doi:10.11501/1080230。
- （朝鮮語）『光』文泰順 訳、灯台社、1939年。
- （朝鮮語）『事実[ヲミヨ] : [トチニ]充満[セヨ]』文泰順 訳、灯台社、1939年。
- 『証明 : 戯曲 [3]』灯台社、1939年。doi:10.11501/1109603。
- 『証明 : 戯曲 [4]』灯台社、1939年。doi:10.11501/1098925。
  - （朝鮮語）『証明 : 戯曲 [4]』文泰順 訳、灯台社、1939年。doi:10.11501/1097051。
- 『証明 : 戯曲 [完]』灯台社、1939年。doi:10.11501/1099930。
- 『公開状』明石光雄 発行、1997年。OCLC 704167207。（1947年刊の再発行。非売品）[42]
- 『四百年の謎』（雑誌『高志人』（こしびと）、高志人社、1962年2月号から連載。評論）[40][43]
- 『浄土真宗門』（長編小説。未発表）[44]
- 『彼』（小説。未発表）[45]
- 『道』（小説。未発表）[45]
- 『運命三世相』（戯曲、六幕。未発表）[45]
- 『二刀の夢』（戯曲、一幕三場。未発表）[45]
- 『三国妖狐伝』（戯曲、二幕七場。未発表）[45]
- 『つり天井』（戯曲。未発表）[45]
- 『同獄記』（手記。未発表）[45][46]

### 翻訳
- ジエー・エフ・ルサフオード『神の立琴 : 臨在さるゝ栄光の王平和の君なる主イエスに捧ぐ』明石順三 訳、万国聖書研究団（万国聖書研究会）、ニュー・ヨーク市ブルックリン、東京、1925年。[20][47]
- J. F. ルサフオード『神の救ひ』明石順三 訳、万国聖書研究会、東京、1927年。doi:10.11501/1121892。OCLC 20211348。
- J. F. ルサフオード『末の日』明石順三 訳、万国聖書研究会、東京井荻町、1928年。OCLC 835133525。
- J. F. ルサフオード『創造』明石順三 訳、万国聖書研究会、東京、1929年。OCLC 43537367。
- J. F. ルサフオード『政府』明石順三 訳、万国聖書研究会、東京、1930年。OCLC 33777737。
- J. F. ルサフオード『和解』明石順三 訳、万国聖書研究会、東京、1930年。OCLC 33802173。
- J. F. ルサフオード『審判』明石順三 訳、万国聖書研究会、東京府井荻町、1930年。OCLC 33802130。
- J. F. ルサフオード『圧制は何時止むか』明石順三 訳、万国聖書研究会、東京府井荻町、1930年。OCLC 835134934。
- J. F. ルサフオード『犯罪と災害:原因と救済方法』明石順三 訳、万国聖書研究会、東京府井荻町、1931年。OCLC 835134853。
- J. F. ルサフオード『生命』明石順三 訳、万国聖書研究会、東京府井荻町、1931年。doi:10.11501/1037457。OCLC 33802073。
- J. F. ルサフオード『預言』明石順三 訳、万国聖書研究会、東京府井荻町、1931年。doi:10.11501/1037696。OCLC 33801883。
- J. F. ルサフオード『戦争か平和か』明石順三 訳、万国聖書研究会、東京井荻町、1931年。OCLC 835134105。
- J. F. ルサフオード『光』明石順三 訳、万国聖書研究会、東京、1933年。OCLC 43537359。
- J. F. ルサフオード『光. 第1卷:默示錄の豫言の成就を示す諸事實』明石順三 訳、万国聖書研究会、東京、1933年。OCLC 57550260。
- J. F. ルサフオード『光. 第2卷:默示錄の豫言の成就を示す諸事實』明石順三 訳、万国聖書研究会、東京、1933年。OCLC 892997454。
- J. F. ルサフオード『保護 : エステル書とルツ記』明石順三 訳、万国聖書研究会、ニュー・ヨーク市ブルックリン、1933年。OCLC 44725784。